# Сельменьга (нижний приток Ваги)
Сельменьга — река в Шенкурском районе Архангельской области России, правый приток реки Вага (бассейн Северной Двины). Населённых пунктов на реке нет.
Длина реки — 80 км, площадь бассейна — 288 км². Питание смешанное, с преобладанием снегового. Замерзает в октябре — ноябре, вскрывается в апреле — начале мая.

## Происхождение названия
Вероятная связь с вепсским словом «селькеа» — ясный, прозрачный. Возможное толкование названия «Сельменьга» — «чистая река».

## Данные водного реестра
- Бассейновый округ — Двинско-Печорский
- Речной бассейн — Северная Двина
- Речной подбассейн — Северная Двина ниже места слияния Вычегды и Малой Северной Двины
- Водохозяйственный участок — Вага

### Карты
- Лист карты P-38-73,74 Ровдино. Масштаб: 1 : 100 000. Указать дату выпуска/состояния местности.